# Partido Popular (Tailândia, 2024)
O Partido Popular (PPLE; em tailandês: พรรคประชาชน; RTGS: Phak Prachachon) é um partido político social-democrata e progressista de centro-esquerda na Tailândia. É a terceira encarnação do Partido do Futuro Avante, fundado em 2018 e dissolvido pelo Tribunal Constitucional em 21 de fevereiro de 2020. É o sucessor direto da segunda encarnação, o Partido Siga Avante, que foi dissolvido pelo Tribunal Constitucional em 7 de agosto de 2024. Atualmente, é o maior e principal partido da oposição na Câmara dos Deputados.
A forma original do partido foi fundada em 2012 como Partido Thinkakhao e, em 2018, como o Partido Thinkakhao Chaovilai. Foi renomeado para Partido Popular, sua forma atual, em 9 de agosto de 2024.
O PPLE alega que a sua ideologia é liberdade, igualdade, fraternidade. Seu líder, Natthaphong Ruengpanyawut, afirmou que o partido ainda buscaria alterações leis lesa-majestade da Tailândia, uma questão que colocou o seu antecessor, Siga Avante, em dificuldades legais.

## Resultados eleitorais

### Eleições gerais
Antes de sua forma atual, o PPLE disputou as eleições gerais de 2019 e 2023, mas não conquistou nenhum assento.
| Eleição                          | Assentos   | Votos      | %          | Resultado                                 | Líder eleitoral         |
| -------------------------------- | ---------- | ---------- | ---------- | ----------------------------------------- | ----------------------- |
| Era Partido Thinkakhao           |            |            |            |                                           |                         |
| 2014                             | Invalidado | Invalidado | Invalidado | Inconstitucional - Anulado                |                         |
| Era Partido Thinkakhao Chaovilai |            |            |            |                                           |                         |
| 2019                             | 0 / 500    | 6.799      | 0,02%      | 0 assentos; Sem representação parlamentar | Chumchadathan Hannarong |
| 2023                             | 0 / 500    | 5.534      | 0,01%      | 0 assentos; Sem representação parlamentar | Lalita Siripatcharanan  |
| Era Partido Popular              |            |            |            |                                           |                         |